# Spotkanie (film 1945)
Spotkanie (ang. Brief Encounter) – brytyjski melodramat filmowy z 1945 roku w reżyserii Davida Leana, zrealizowany na podstawie sztuki Still Life autorstwa Noëla Cowarda. Historia romansu żonatego mężczyzny i posiadającej dzieci mężatki.
Zdjęcia kręcono w następujących lokalizacjach na terenie Anglii: dworzec kolejowy w Carnforth (hrabstwo Lancashire), Beaconsfield i Denham (Buckinghamshire) oraz Londyn (kino przy Victoria Street, Regent’s Park).